# Lyn Bell
Lynette "Lyn" Bell później Lynette Chipchase (ur. 24 stycznia 1947) – australijska pływaczka. Srebrna medalistka olimpijska z Tokio.
Zawody w 1964 były jej pierwszymi igrzyskami olimpijskimi. Medal zdobyła w sztafecie 4 × 100 metrów stylem dowolnym. Australijską sztafetę tworzyły również Dawn Fraser, Robyn Thorn i Janice Murphy. Zdobyła złoto Igrzysk Imperium Brytyjskiego i Wspólnoty Brytyjskiej w 1962 w sztafecie w stylu dowolnym oraz trzy medale Igrzysk Imperium Brytyjskiego i Wspólnoty Brytyjskiej w 1966. Indywidualnie była druga na 110 jardów stylem dowolnym oraz była druga w sztafecie w stylu dowolnym i trzecia w sztafecie w stylu zmiennym. Brała udział w igrzyskach olimpijskich w 1968. 